# 三足龟
三足龟是一种传说的乌龟，前面有两只脚而后面只有一只脚，吃了可以不生病，还能消肿。《尔雅·释鱼》里三足龟别称“贲”

## 记载
- 《山海经·中山經》：“其阳狂水出焉，西南流注于伊水，其中多三足龟，食者无大疾，可以已肿。”
- 《尔雅·释鱼》云：“鳖，三足，能；龟三足，贲。